# Carte de résident permanent (Canada)
Pour les articles homonymes, voir Titre de résident.

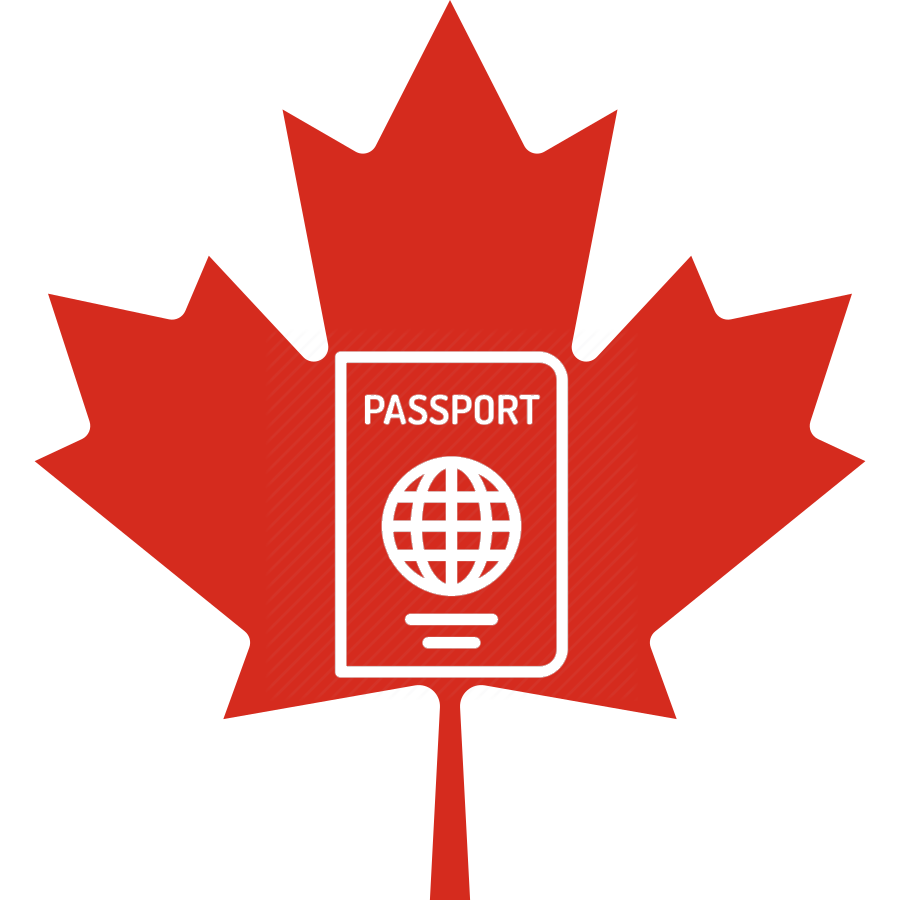
Icône de passeport canadien.

La carte de résident permanent du Canada est la principale méthode par laquelle les résidents permanents peuvent prouver leur statut. Elle est le seul document qui peut être utilisé pour retourner au Canada. Elle a été introduite le 28 juin 2002 par la Loi sur l'immigration et la protection des réfugiés.
Les cartes de résident permanent, comme les passeports, sont émis par le ministère de l'Immigration, Réfugiés et Citoyenneté et sont valides pendant 5 ans. Comme le passeport canadien, la carte reste la propriété du Gouvernement du Canada et devrait être retournée à sa demande. 

## Processus de demande

### Nouveaux résidents permanents
Pour les résidents permanents qui arrivent au Canada après le 28 juin 2002, l'obtention de la carte de résidence permanente fait partie du processus d'immigration. La carte est envoyée par poste environ 30 jours après la date de l'arrivée de l'individu au Canada.
Il est nécessaire de fournir une adresse canadienne lors de l'arrivée au Canada. Si une adresse canadienne ne peut être fournie immédiatement, il faut en fournir une à Citoyenneté et Immigration Canada dans les 180 jours après l'arrivée au Canada. Une nouvelle demande sera nécessaire si une adresse n'est pas fournie, avec des frais de 50$. Pour les demandes qui ne font pas partie du processus d'immigration, les cartes doivent être récupérées à Citoyenneté et Immigration Canada.
Il n'y a aucuns frais pour les demandes qui font partie du processus d'immigration.

### Résidents permanents existants
Ceux qui sont devenus des résidents permanents après le 28 juin 2002 qui n'avaient pas fourni une adresse canadienne, ou ceux dont la carte a été perdue ou volée, doivent faire une demande au bureau de Citoyenneté et Immigration Canada à Sydney, Nouvelle-Écosse, le bureau qui est responsable pour les demandes des cartes de résident permanent. Les frais sont de 50$. Dans ces cas, la carte doit être récupérée par le demandeur lui-même au bureau de Citoyenneté et Immigration Canada.

### Validité d'une carte de résidence permanent
La carte de Résidence est normalement valide pour une période de 5 ans. Dans certains cas, la carte est valide pour seulement 1 an.
La possession d'une carte de résidence permanent n'assure pas que ce statut sera valide jusqu'à la date d'expiration. Dans des cas où les obligations de résidence ne sont pas respectées, le statut peut être perdu avant la date d'expiration.
Aussi, la date d'expiration d'une carte n'assure pas que le statut du titulaire comme résident permanent a expiré ou que le statut va expirer à cette date. Cette date est la date à laquelle la carte doit être remplacée par une nouvelle si le titulaire est un résident permanent à ce moment-là.
La demande pour la carte ne peut être faite qu'au Canada. Il est impossible de faire une demande pour une carte de résidence permanent à l'extérieur du Canada. À la place, ceux qui veulent prouver leur statut peuvent demander un document de voyage (qui ne peut être utilisé qu'une fois), qui permet un voyage au Canada comme résident permanent. Cette demande peut être envoyée au bureau de CIC à l'extérieur du Canada et coute 50$.

## Preuve de statut au Canada
Le statut de résident permanent est déterminé par les provisions de l'Acte de Protection de l'immigration et des réfugiés, la possession d'une carte de résidence permanent est une présomption du statut de résidence permanente. Il est possible d'être titulaire d'une carte de résidence sans être un résident permanent à cause d'un manque de temps de résidence. Il est aussi possible d'être un résident permanent sans avoir une carte. Un résident permanent n'a pas besoin d'avoir une carte parce que la carte n'est nécessaire que pour rentrer au pays et pour demander un numéro d'assurance sociale.

## Renseignements pour entrer au Canada
En général, les résidents permanents doivent présenter une carte valide et un document de voyage (comme par exemple un passeport étranger) pour embarquer sur un voyage qui se termine au Canada. Ce renseignement est effectif depuis le 31 décembre 2003.

## Carte de résidence permanent comme preuve du statut

### Au Canada
Une carte de résidence permanente est la manière la plus facile de montrer un statut de résidence permanent aux autorités au Canada (écoles, gouvernements provinciaux, employeurs, etc). La plupart des résidents permanents ont d'autres papiers aussi acceptables.

### À l'extérieur du Canada
Les gouvernements étrangers peuvent demander une carte dans certains cas:
- Bien que les autorités américaines n'exemptent pas des résidents permanents du renseignement du visa, les résidents permanents qui utilisent le Programme d'exemption du visa peuvent être obligés de montrer une carte de résidence permanente canadienne aux autorités d'immigration aux États-Unis s'ils ont un billet qui termine au Canada.

- Le résident permanent qui a perdu son passeport dans un pays étranger doit fournir la carte pour obtenir un document pour retourner au Canada. (La carte est requise pour entrer au Canada avec le passeport. Le visa d'immigrant n'autorise pas la rentrée, même valide, mais il n'est pas encore utilisé.)

- Le voyage sans visa au Mexique pour des résidents permanents canadiens oblige une carte de résidence du Canada si le passeport lui-même n'est pas suffisant pour une exemption au renseignement du visa pour entrer au Mexique.

La carte de résidence permanente est la méthode la plus facile pour un résident permanent qui demande un visa pour voyager au pays étranger de prouver son statut au Canada.